# Dhore
Dhore – gaun wikas samiti w środkowej części Nepalu w strefie Narajani w dystrykcie Parsa. Według nepalskiego spisu powszechnego z 2001 roku liczył on 614 gospodarstw domowych i 3933 mieszkańców (1892 kobiet i 2041 mężczyzn).